# Niall Quinn
Niall John Quinn (Dublino, 6 ottobre 1966) è un ex calciatore e allenatore di calcio irlandese, di ruolo attaccante.
È stato presidente del Sunderland dal 27 luglio 2006 al 3 ottobre 2011.

## Carriera
In carriera giocò in tre squadre inglesi, Arsenal, Manchester City e Sunderland, dimostrandosi un attaccante prolifico e abile sotto porta.
Con la Nazionale irlandese partecipò al campionato d'Europa 1988, al campionato del mondo 1990 e al campionato del mondo 2002. Con le sue 21 reti è stato il capocannoniere di sempre dell'Irlanda fino al 13 ottobre 2004, sorpassato da Robbie Keane.
Ha anche avuto una breve esperienza da allenatore dei Black Cats dal 25 luglio al 28 agosto 2006 quando ha scelto Roy Keane come suo sostituto.

## Statistiche

### Cronologia presenze e reti in nazionale
| Cronologia completa delle presenze e delle reti in nazionale ― Irlanda | Cronologia completa delle presenze e delle reti in nazionale ― Irlanda | Cronologia completa delle presenze e delle reti in nazionale ― Irlanda | Cronologia completa delle presenze e delle reti in nazionale ― Irlanda | Cronologia completa delle presenze e delle reti in nazionale ― Irlanda | Cronologia completa delle presenze e delle reti in nazionale ― Irlanda | Cronologia completa delle presenze e delle reti in nazionale ― Irlanda | Cronologia completa delle presenze e delle reti in nazionale ― Irlanda |
| Data                                                                   | Città                                                                  | In casa                                                                | Risultato                                                              | Ospiti                                                                 | Competizione                                                           | Reti                                                                   | Note                                                                   |
| ---------------------------------------------------------------------- | ---------------------------------------------------------------------- | ---------------------------------------------------------------------- | ---------------------------------------------------------------------- | ---------------------------------------------------------------------- | ---------------------------------------------------------------------- | ---------------------------------------------------------------------- | ---------------------------------------------------------------------- |
| 25-5-1986                                                              | Reykjavík                                                              | Islanda                                                                | 1 – 2                                                                  | Irlanda                                                                | Amichevole                                                             | -                                                                      | 84’                                                                    |
| 27-5-1986                                                              | Reykjavík                                                              | Cecoslovacchia                                                         | 0 – 1                                                                  | Irlanda                                                                | Amichevole                                                             | -                                                                      | 55’                                                                    |
| 1-4-1987                                                               | Sofia                                                                  | Bulgaria                                                               | 2 – 1                                                                  | Irlanda                                                                | Qual. Euro 1988                                                        | -                                                                      | 84’                                                                    |
| 23-5-1987                                                              | Dublino                                                                | Irlanda                                                                | 1 – 0                                                                  | Brasile                                                                | Amichevole                                                             | -                                                                      | 80’                                                                    |
| 9-9-1987                                                               | Dublino                                                                | Irlanda                                                                | 2 – 1                                                                  | Lussemburgo                                                            | Qual. Euro 1988                                                        | -                                                                      | 55’                                                                    |
| 14-10-1987                                                             | Dublino                                                                | Irlanda                                                                | 2 – 0                                                                  | Bulgaria                                                               | Qual. Euro 1988                                                        | -                                                                      | 77’                                                                    |
| 10-11-1987                                                             | Dublino                                                                | Irlanda                                                                | 5 – 0                                                                  | Israele                                                                | Amichevole                                                             | 1                                                                      |                                                                        |
| 23-3-1988                                                              | Dublino                                                                | Irlanda                                                                | 2 – 0                                                                  | Romania                                                                | Amichevole                                                             | -                                                                      | 53’                                                                    |
| 22-5-1988                                                              | Dublino                                                                | Irlanda                                                                | 3 – 1                                                                  | Polonia                                                                | Amichevole                                                             | -                                                                      | 54’                                                                    |
| 12-6-1988                                                              | Stoccarda                                                              | Irlanda                                                                | 1 – 0                                                                  | Inghilterra                                                            | Euro 1988 - 1º turno                                                   | -                                                                      | 63’                                                                    |
| 19-10-1988                                                             | Dublino                                                                | Irlanda                                                                | 4 – 0                                                                  | Tunisia                                                                | Amichevole                                                             | -                                                                      | 70’                                                                    |
| 16-11-1988                                                             | Siviglia                                                               | Spagna                                                                 | 2 – 0                                                                  | Irlanda                                                                | Qual. Mondiali 1990                                                    | -                                                                      | 64’                                                                    |
| 8-3-1989                                                               | Budapest                                                               | Ungheria                                                               | 0 – 0                                                                  | Irlanda                                                                | Qual. Mondiali 1990                                                    | -                                                                      | 79’                                                                    |
| 25-4-1990                                                              | Dublino                                                                | Irlanda                                                                | 1 – 0                                                                  | Unione Sovietica                                                       | Amichevole                                                             | -                                                                      |                                                                        |
| 2-6-1990                                                               | Ta' Qali                                                               | Malta                                                                  | 0 – 3                                                                  | Irlanda                                                                | Amichevole                                                             | 1                                                                      |                                                                        |
| 17-6-1990                                                              | Palermo                                                                | Egitto                                                                 | 0 – 0                                                                  | Irlanda                                                                | Mondiali 1990 - 1º turno                                               | -                                                                      | 84’                                                                    |
| 21-6-1990                                                              | Palermo                                                                | Irlanda                                                                | 1 – 1                                                                  | Paesi Bassi                                                            | Mondiali 1990 - 1º turno                                               | 1                                                                      |                                                                        |
| 25-6-1990                                                              | Genova                                                                 | Irlanda                                                                | 0 – 0 dts (5 – 4 dtr)                                                  | Romania                                                                | Mondiali 1990 - Ottavi di finale                                       | -                                                                      |                                                                        |
| 30-6-1990                                                              | Roma                                                                   | Italia                                                                 | 1 – 0                                                                  | Irlanda                                                                | Mondiali 1990 - Quarti di finale                                       | -                                                                      | 52’                                                                    |
| 12-9-1990                                                              | Dublino                                                                | Irlanda                                                                | 1 – 0                                                                  | Marocco                                                                | Amichevole                                                             | -                                                                      | 59’                                                                    |
| 17-10-1990                                                             | Dublino                                                                | Irlanda                                                                | 5 – 0                                                                  | Turchia                                                                | Qual. Euro 1992                                                        | 1                                                                      | 68’                                                                    |
| 14-11-1990                                                             | Dublino                                                                | Irlanda                                                                | 1 – 1                                                                  | Inghilterra                                                            | Qual. Euro 1992                                                        | -                                                                      | 61’                                                                    |
| 6-2-1991                                                               | Wrexham                                                                | Galles                                                                 | 0 – 3                                                                  | Irlanda                                                                | Amichevole                                                             | 2                                                                      |                                                                        |
| 27-3-1991                                                              | Londra                                                                 | Inghilterra                                                            | 1 – 1                                                                  | Irlanda                                                                | Qual. Euro 1992                                                        | 1                                                                      |                                                                        |
| 1-5-1991                                                               | Dublino                                                                | Irlanda                                                                | 0 – 0                                                                  | Polonia                                                                | Qual. Euro 1992                                                        | -                                                                      | 71’                                                                    |
| 11-9-1991                                                              | Vecsés                                                                 | Ungheria                                                               | 1 – 2                                                                  | Irlanda                                                                | Amichevole                                                             | -                                                                      |                                                                        |
| 19-2-1992                                                              | Dublino                                                                | Irlanda                                                                | 0 – 1                                                                  | Galles                                                                 | Amichevole                                                             | -                                                                      | 68’                                                                    |
| 29-4-1992                                                              | Dublino                                                                | Irlanda                                                                | 4 – 1                                                                  | Stati Uniti                                                            | Amichevole                                                             | 1                                                                      | 72’                                                                    |
| 26-5-1992                                                              | Dublino                                                                | Irlanda                                                                | 2 – 0                                                                  | Albania                                                                | Qual. Mondiali 1994                                                    | -                                                                      |                                                                        |
| 30-5-1992                                                              | Washington                                                             | Stati Uniti                                                            | 3 – 1                                                                  | Irlanda                                                                | U.S. Cup 1992                                                          | -                                                                      |                                                                        |
| 4-6-1992                                                               | Boston                                                                 | Italia                                                                 | 2 – 0                                                                  | Irlanda                                                                | U.S. Cup 1992                                                          | -                                                                      | 72’                                                                    |
| 7-6-1992                                                               | Foxborough                                                             | Portogallo                                                             | 0 – 2                                                                  | Irlanda                                                                | U.S. Cup 1992                                                          | -                                                                      | 87’                                                                    |
| 9-9-1992                                                               | Dublino                                                                | Irlanda                                                                | 4 – 0                                                                  | Lettonia                                                               | Qual. Mondiali 1994                                                    | -                                                                      | 61’                                                                    |
| 14-10-1992                                                             | Copenaghen                                                             | Danimarca                                                              | 0 – 0                                                                  | Irlanda                                                                | Qual. Mondiali 1994                                                    | -                                                                      | 4’                                                                     |
| 18-11-1992                                                             | Siviglia                                                               | Spagna                                                                 | 0 – 0                                                                  | Irlanda                                                                | Qual. Mondiali 1994                                                    | -                                                                      |                                                                        |
| 31-3-1993                                                              | Dublino                                                                | Irlanda                                                                | 3 – 0                                                                  | Irlanda del Nord                                                       | Qual. Mondiali 1994                                                    | 1                                                                      | 84’                                                                    |
| 28-4-1993                                                              | Dublino                                                                | Irlanda                                                                | 1 – 1                                                                  | Danimarca                                                              | Qual. Mondiali 1994                                                    | 1                                                                      |                                                                        |
| 26-5-1993                                                              | Tirana                                                                 | Albania                                                                | 1 – 2                                                                  | Irlanda                                                                | Qual. Mondiali 1994                                                    | -                                                                      |                                                                        |
| 29-5-1993                                                              | Dublino                                                                | Irlanda                                                                | 2 – 4                                                                  | Ungheria                                                               | Amichevole                                                             | 1                                                                      |                                                                        |
| 9-6-1993                                                               | Riga                                                                   | Lettonia                                                               | 0 – 2                                                                  | Irlanda                                                                | Qual. Mondiali 1994                                                    | -                                                                      | 72’                                                                    |
| 16-6-1993                                                              | Vilnius                                                                | Lituania                                                               | 0 – 1                                                                  | Irlanda                                                                | Qual. Mondiali 1994                                                    | -                                                                      |                                                                        |
| 8-9-1993                                                               | Dublino                                                                | Irlanda                                                                | 2 – 0                                                                  | Lituania                                                               | Qual. Mondiali 1994                                                    | -                                                                      | 74’                                                                    |
| 13-10-1993                                                             | Dublino                                                                | Irlanda                                                                | 1 – 3                                                                  | Spagna                                                                 | Qual. Mondiali 1994                                                    | -                                                                      |                                                                        |
| 17-11-1993                                                             | Belfast                                                                | Irlanda del Nord                                                       | 1 – 1                                                                  | Irlanda                                                                | Qual. Mondiali 1994                                                    | -                                                                      |                                                                        |
| 7-9-1994                                                               | Riga                                                                   | Lettonia                                                               | 0 – 3                                                                  | Irlanda                                                                | Qual. Euro 1996                                                        | -                                                                      | 72’                                                                    |
| 12-10-1994                                                             | Dublino                                                                | Irlanda                                                                | 4 – 0                                                                  | Liechtenstein                                                          | Qual. Euro 1996                                                        | 2                                                                      |                                                                        |
| 16-11-1994                                                             | Belfast                                                                | Irlanda del Nord                                                       | 0 – 4                                                                  | Irlanda                                                                | Qual. Euro 1996                                                        | -                                                                      |                                                                        |
| 15-2-1995                                                              | Dublino                                                                | Irlanda                                                                | 1 – 0                                                                  | Inghilterra                                                            | Amichevole                                                             | -                                                                      |                                                                        |
| 29-3-1995                                                              | Dublino                                                                | Irlanda                                                                | 1 – 1                                                                  | Irlanda del Nord                                                       | Qual. Euro 1996                                                        | 1                                                                      | 82’                                                                    |
| 26-4-1995                                                              | Dublino                                                                | Irlanda                                                                | 1 – 0                                                                  | Portogallo                                                             | Qual. Euro 1996                                                        | -                                                                      |                                                                        |
| 3-6-1995                                                               | Eschen                                                                 | Liechtenstein                                                          | 0 – 0                                                                  | Irlanda                                                                | Qual. Euro 1996                                                        | -                                                                      | 59’                                                                    |
| 11-6-1995                                                              | Dublino                                                                | Irlanda                                                                | 1 – 3                                                                  | Austria                                                                | Qual. Euro 1996                                                        | -                                                                      | 57’                                                                    |
| 6-9-1995                                                               | Vienna                                                                 | Austria                                                                | 3 – 1                                                                  | Irlanda                                                                | Qual. Euro 1996                                                        | -                                                                      |                                                                        |
| 11-10-1995                                                             | Dublino                                                                | Irlanda                                                                | 2 – 1                                                                  | Lettonia                                                               | Qual. Euro 1996                                                        | -                                                                      | 68’                                                                    |
| 15-11-1995                                                             | Lisbona                                                                | Portogallo                                                             | 3 – 0                                                                  | Irlanda                                                                | Qual. Euro 1996                                                        | -                                                                      | 55’                                                                    |
| 27-3-1996                                                              | Dublino                                                                | Irlanda                                                                | 0 – 2                                                                  | Russia                                                                 | Amichevole                                                             | -                                                                      | 83’                                                                    |
| 24-4-1996                                                              | Praga                                                                  | Rep. Ceca                                                              | 2 – 0                                                                  | Irlanda                                                                | Amichevole                                                             | -                                                                      |                                                                        |
| 29-5-1996                                                              | Dublino                                                                | Irlanda                                                                | 0 – 1                                                                  | Portogallo                                                             | Amichevole                                                             | -                                                                      | 74’                                                                    |
| 2-6-1996                                                               | Dublino                                                                | Irlanda                                                                | 2 – 2                                                                  | Croazia                                                                | Amichevole                                                             | 1                                                                      | cap.                                                                   |
| 4-6-1996                                                               | Rotterdam                                                              | Paesi Bassi                                                            | 3 – 1                                                                  | Irlanda                                                                | Amichevole                                                             | -                                                                      | 64’                                                                    |
| 9-6-1996                                                               | Foxborough                                                             | Stati Uniti                                                            | 2 – 1                                                                  | Irlanda                                                                | U.S. Cup 1996                                                          | -                                                                      | 87’                                                                    |
| 31-8-1996                                                              | Eschen                                                                 | Liechtenstein                                                          | 0 – 5                                                                  | Irlanda                                                                | Qual. Mondiali 1998                                                    | 2                                                                      |                                                                        |
| 20-8-1997                                                              | Dublino                                                                | Irlanda                                                                | 0 – 0                                                                  | Lituania                                                               | Qual. Mondiali 1998                                                    | -                                                                      | 61’                                                                    |
| 22-4-1998                                                              | Dublino                                                                | Irlanda                                                                | 0 – 2                                                                  | Argentina                                                              | Amichevole                                                             | -                                                                      | cap.                                                                   |
| 14-10-1998                                                             | Dublino                                                                | Irlanda                                                                | 5 – 0                                                                  | Malta                                                                  | Qual. Euro 2000                                                        | 1                                                                      | 73’                                                                    |
| 18-11-1998                                                             | Belgrado                                                               | Jugoslavia                                                             | 1 – 0                                                                  | Irlanda                                                                | Qual. Euro 2000                                                        | -                                                                      | 72’                                                                    |
| 10-2-1999                                                              | Dublino                                                                | Irlanda                                                                | 2 – 0                                                                  | Paraguay                                                               | Amichevole                                                             | -                                                                      | 69’                                                                    |
| 28-4-1999                                                              | Dublino                                                                | Irlanda                                                                | 2 – 0                                                                  | Svezia                                                                 | Amichevole                                                             | -                                                                      | 79’                                                                    |
| 29-5-1999                                                              | Dublino                                                                | Irlanda                                                                | 0 – 1                                                                  | Irlanda del Nord                                                       | Amichevole                                                             | -                                                                      | 71’                                                                    |
| 9-6-1999                                                               | Dublino                                                                | Irlanda                                                                | 1 – 0                                                                  | Macedonia                                                              | Qual. Euro 2000                                                        | 1                                                                      | 81’                                                                    |
| 1-9-1999                                                               | Dublino                                                                | Irlanda                                                                | 2 – 1                                                                  | Jugoslavia                                                             | Qual. Euro 2000                                                        | -                                                                      | 78’                                                                    |
| 4-9-1999                                                               | Zagabria                                                               | Croazia                                                                | 1 – 0                                                                  | Irlanda                                                                | Qual. Euro 2000                                                        | -                                                                      | 83’                                                                    |
| 8-9-1999                                                               | Ta' Qali                                                               | Malta                                                                  | 2 – 3                                                                  | Irlanda                                                                | Qual. Euro 2000                                                        | -                                                                      |                                                                        |
| 9-10-1999                                                              | Skopje                                                                 | Macedonia                                                              | 1 – 1                                                                  | Irlanda                                                                | Qual. Euro 2000                                                        | 1                                                                      | 78’                                                                    |
| 17-11-1999                                                             | Bursa                                                                  | Turchia                                                                | 0 – 0                                                                  | Irlanda                                                                | Qual. Euro 2000                                                        | -                                                                      |                                                                        |
| 23-2-2000                                                              | Dublino                                                                | Irlanda                                                                | 3 – 2                                                                  | Rep. Ceca                                                              | Amichevole                                                             | -                                                                      |                                                                        |
| 30-5-2000                                                              | Dublino                                                                | Irlanda                                                                | 1 – 2                                                                  | Scozia                                                                 | Amichevole                                                             | -                                                                      | cap. 77’                                                               |
| 4-6-2000                                                               | Chicago                                                                | Messico                                                                | 2 – 2                                                                  | Irlanda                                                                | U.S. Cup 2000                                                          | -                                                                      |                                                                        |
| 6-6-2000                                                               | Foxborough                                                             | Stati Uniti                                                            | 1 – 1                                                                  | Irlanda                                                                | USA Cup 2000                                                           | -                                                                      | 72’                                                                    |
| 11-6-2000                                                              | East Rutherford                                                        | Sudafrica                                                              | 1 – 2                                                                  | Irlanda                                                                | USA Cup 2000                                                           | 1                                                                      | cap. 76’                                                               |
| 2-9-2000                                                               | Amsterdam                                                              | Paesi Bassi                                                            | 2 – 2                                                                  | Irlanda                                                                | Qual. Mondiali 2002                                                    | -                                                                      | 72’                                                                    |
| 7-10-2000                                                              | Lisbona                                                                | Portogallo                                                             | 1 – 1                                                                  | Irlanda                                                                | Qual. Mondiali 2002                                                    | -                                                                      | 46’                                                                    |
| 11-10-2000                                                             | Dublino                                                                | Irlanda                                                                | 2 – 0                                                                  | Estonia                                                                | Qual. Mondiali 2002                                                    | -                                                                      |                                                                        |
| 2-6-2001                                                               | Dublino                                                                | Irlanda                                                                | 1 – 1                                                                  | Portogallo                                                             | Qual. Mondiali 2002                                                    | -                                                                      | 75’                                                                    |
| 6-6-2001                                                               | Tallinn                                                                | Estonia                                                                | 0 – 2                                                                  | Irlanda                                                                | Qual. Mondiali 2002                                                    | -                                                                      | 36’                                                                    |
| 1-9-2001                                                               | Dublino                                                                | Irlanda                                                                | 1 – 0                                                                  | Paesi Bassi                                                            | Qual. Mondiali 2002                                                    | -                                                                      | 87’                                                                    |
| 6-10-2001                                                              | Dublino                                                                | Irlanda                                                                | 4 – 0                                                                  | Cipro                                                                  | Qual. Mondiali 2002                                                    | 1                                                                      | 68’                                                                    |
| 10-11-2001                                                             | Dublino                                                                | Irlanda                                                                | 2 – 0                                                                  | Iran                                                                   | Qual. Mondiali 2002                                                    | -                                                                      |                                                                        |
| 13-2-2002                                                              | Dublino                                                                | Irlanda                                                                | 2 – 0                                                                  | Russia                                                                 | Amichevole                                                             | -                                                                      | 90’                                                                    |
| 5-6-2002                                                               | Kashima                                                                | Irlanda                                                                | 1 – 1                                                                  | Germania                                                               | Mondiali 2002 - 1º turno                                               | -                                                                      | 73’                                                                    |
| 11-6-2002                                                              | Yokohama                                                               | Irlanda                                                                | 3 – 0                                                                  | Arabia Saudita                                                         | Mondiali 2002 - 1º turno                                               | -                                                                      | 46’                                                                    |
| 16-6-2002                                                              | Suwon                                                                  | Spagna                                                                 | 1 – 1 dts (3 – 2 dtr)                                                  | Irlanda                                                                | Mondiali 2002 - Ottavi di finale                                       | -                                                                      | 55’                                                                    |
| Totale                                                                 |                                                                        | Presenze (9º posto)                                                    | 92                                                                     |                                                                        | Reti (2º posto)                                                        | 22                                                                     |                                                                        |

## Palmarès

### Club

#### Competizioni nazionali
- Campionato inglese: 1

Arsenal: 1988-1989
- Coppa di Lega inglese: 1

Arsenal: 1986-1987
- Campionato inglese di seconda divisione: 1

Sunderland: 1998-1999